# 東京都道313号上野尾竹橋線

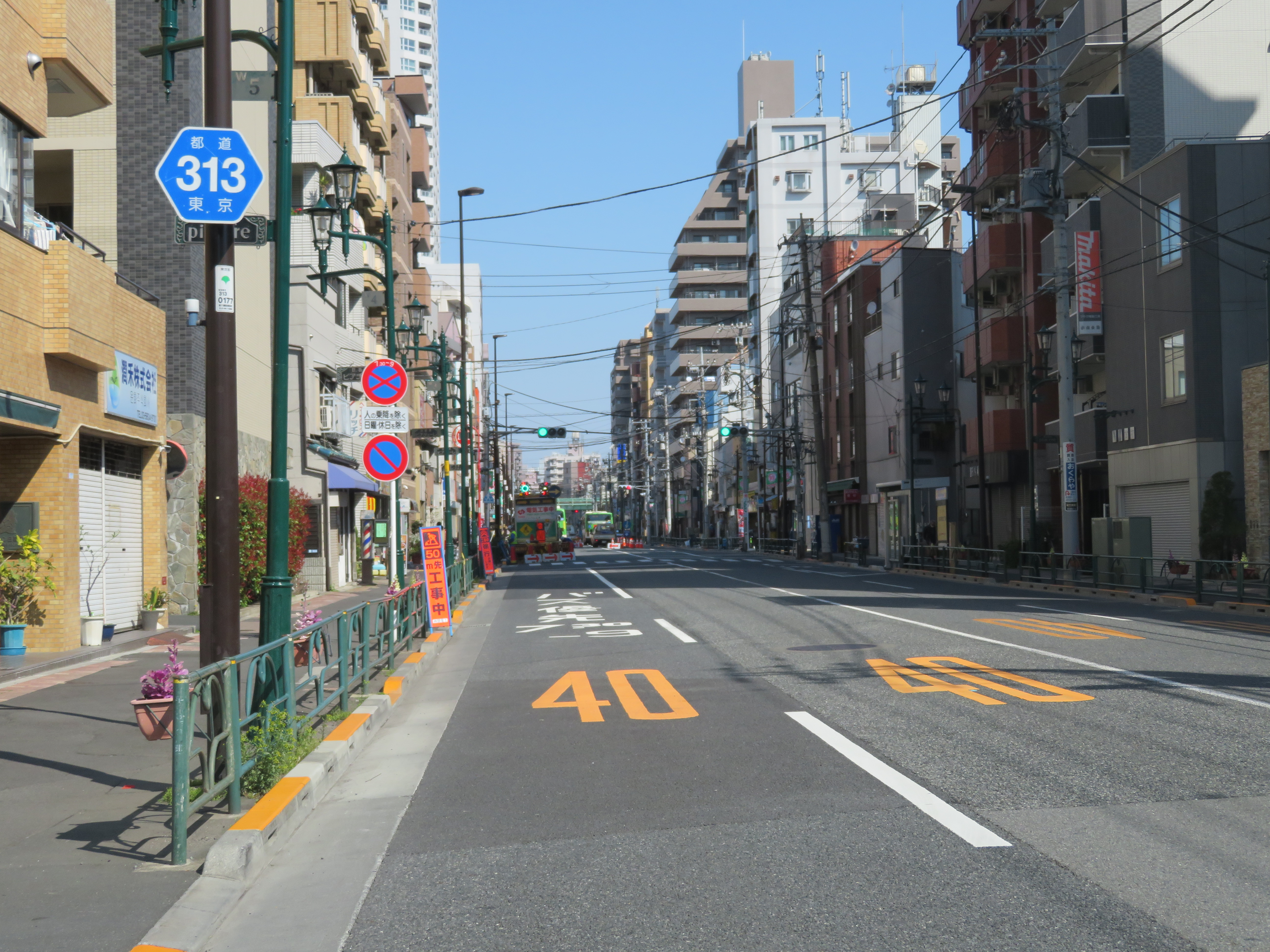
荒川区東日暮里6丁目付近

東京都道313号上野尾竹橋線（とうきょうとどう313ごう うえのおたけばしせん）は言問通りと交わる東京都台東区根岸2丁目の鶯谷駅前交差点から、墨堤通りと荒川土手通りと交わる東京都足立区千住桜木2丁目までを結ぶ主要地方道（都道）であり、通称尾竹橋通りと呼ばれる通りの一部。区間には隅田川にかかる尾竹橋を含み、荒川にかかる西新井橋の手前までの区間を呼ぶ。

## 通過する自治体
- 東京都
  - 台東区 - 荒川区 - 足立区

## 交差する主な道路
- 東京都道319号環状三号線 （言問通り）「鶯谷駅前交差点」
- 東京都道58号台東川口線(旧名：東京都道58号台東鳩ヶ谷線)（尾久橋通り）「根岸小前交差点」
- 東京都道306号王子千住夢の島線（明治通り）・東京都道457号駒込宮地線（道灌山通り）「宮地交差点」
- 東京都道306号王子千住夢の島線（支線）「町屋交差点」
- 東京都道461号吾妻橋伊興町線（墨堤通り）（尾竹橋通り）「千住桜木町交差点」

## 接続する主な路線・駅
- 鶯谷駅（JR山手線）
- 三河島駅（JR常磐線）
- 町屋駅（京成本線・東京メトロ千代田線・都電荒川線）

## 橋梁
- 尾竹橋

## 周辺の主な施設
台東区
- 鶯谷駅（JR山手線・京浜東北線）
- 台東区立根岸小学校

荒川区
- 東京都立竹台高等学校
- 荒川区立第二日暮里小学校
- 三河島駅（JR常磐線）
- 関川病院
- 荒川区立峡田小学校
- 荒川区立第九峡田小学校
- 町屋駅（京成本線・東京メトロ千代田線・都電荒川線）
- 木村病院
- 荒川区立第四峡田小学校
- 荒川区立第五峡田小学校
- 尾久消防署尾竹橋出張所

足立区
- 尾竹橋公園
- 帝京科学大学 千住キャンパス
- 桜会病院
- 千住警察署桜木町交番

## 関連
- 東京都の都道一覧